# Fussballclub Thun
El Fussballclub Thun es un equipo de fútbol de la localidad de Thun, en el cantón de Berna de Suiza. El club jugó en 1954/55, 2002-2008 y desde 2020 en la Superliga Suiza, la liga más alta de Suiza. 
En 1955 el FC Thun jugó la final de Copa contra La Chaux de Fonds y en 2019 contra el FC Basilea. En 2005, quedó subcampeón por detrás del FC Basilea y se clasificó para la fase de grupos de la Liga de Campeones de la UEFA con sensacionales victorias sobre el Dinamo de Kiev y el Malmö FF, seguidas de las dieciséis finales de la UEFA Europa League.

## Historia
El club fue fundado el día 1 de julio de 1898. Se trata de un club modesto situado en una pequeña localidad de poco más de 40.000 habitantes, y la mayor parte de su historia ha jugado en la segunda división de Suiza.
En la temporada 1954-55 logró ascender a la primera división, y también disputó la final de la Copa de Suiza, aunque no pudo ganarla. Esa misma temporada volvió a la segunda división.
Su último ascenso se produjo en el año 2002 y desde entonces permanece en primera división. Su mejor clasificación en la liga se produjo en la temporada 2004-05, cuando acabó clasificado en la segunda posición, hecho que le permitía disputar las rondas de clasificación de la Liga de Campeones de la UEFA 2005-06. Finalmente consiguió superar las clasificaciones y llegó a la fase final del campeonato, convirtiéndose en el equipo de la ciudad más pequeña en la historia de la Copa de Europa. Además fue el tercer equipo suizo en disputar la competición, después del FC Basel y el Grasshopper-Club.
Durante la Liga de Campeones, el FC Thun mostró una buena cara, y aunque no logró pasar de la primera fase de grupos, pudo ganar un partido y empatar otro, los dos antes el Sparta de Praga, con lo que quedó tercero de grupo y accedió a la tercera ronda de la Copa de la UEFA.

## Uniforme
- Uniforme titular: Camiseta, pantalón y medias rojas
- Uniforme alternativo: Camiseta, pantalón y medias blancas

## Estadio
Desde la Temporada 2011-12, el club juega sus partidos en casa en el Stockhorn Arena (antes conocido como Arena Thun), que tiene una capacidad total de 10 300 asientos. El FC Thun ya había jugado en el estadio de Lachen, que ya no cumplía con los requisitos de la primera división.

## Palmarés

### Torneos nacionales
- Challenge League (2): 2009/10, 2024/25
- Subcampeón de la Copa de Suiza en 1955 y en 2019.

## Participación en competiciones de la UEFA
| Temporada | Torneo                | Ronda             | Club                | Casa | Visita | Global   |
| --------- | --------------------- | ----------------- | ------------------- | ---- | ------ | -------- |
| 2005–06   | UEFA Champions League | 2ª Clasificatoria | Dynamo Kiev         | 1–0  | 2–2    | 3–2      |
| 2005–06   | UEFA Champions League | 3ª Clasificatoria | Malmö FF            | 3–0  | 1–0    | 4–0      |
| 2005–06   | UEFA Champions League | Grupo B           | Arsenal             | 0–1  | 1–2    | 3º Lugar |
| 2005–06   | UEFA Champions League | Grupo B           | AC Sparta Praha     | 1–0  | 0–0    | 3º Lugar |
| 2005–06   | UEFA Champions League | Grupo B           | Ajax                | 2–4  | 0–2    | 3º Lugar |
| 2005–06   | UEFA Cup              | 1/32              | Hamburger SV        | 1–0  | 0–2    | 1–2      |
| 2011–12   | UEFA Europa League    | 2ª Clasificatoria | KS Vllaznia Shkodër | 2–1  | 0–0    | 2–1      |
| 2011–12   | UEFA Europa League    | 3ª Clasificatoria | Palermo             | 1–1  | 2–2    | 3–3      |
| 2011–12   | UEFA Europa League    | Playoff           | Stoke City          | 0–1  | 1–4    | 1–5      |
| 2013–14   | UEFA Europa League    | 2ª Clasificatoria | Chikhura Sachkhere  | 2–0  | 3–1    | 5–1      |
| 2013–14   | UEFA Europa League    | 3ª Clasificatoria | Häcken              | 1–0  | 2–1    | 3–1      |
| 2013–14   | UEFA Europa League    | Playoff           | Partizan            | 3–0  | 0–1    | 3–1      |
| 2013–14   | UEFA Europa League    | Grupo G           | Dynamo Kiev         | 0–2  | 0–3    | 4º Lugar |
| 2013–14   | UEFA Europa League    | Grupo G           | Genk                | 0–1  | 1–2    | 4º Lugar |
| 2013–14   | UEFA Europa League    | Grupo G           | Rapid Wien          | 1–0  | 1–2    | 4º Lugar |
| 2015–16   | UEFA Europa League    | 2ª Clasificatoria | Hapoel Be'er Sheva  | 2–1  | 1–1    | 3–2      |
| 2015–16   | UEFA Europa League    | 3ª Clasificatoria | Vaduz               | 0–0  | 2–2    | 2–2 (a.) |
| 2015–16   | UEFA Europa League    | Playoff           | Sparta Praha        | 3–3  | 1–3    | 4–6      |
| 2019–20   | UEFA Europa League    | 3ª Clasificatoria | Spartak de Moscú    | 2–3  | 1–2    | 3–5      |